# لیره ایتالیا
لیره ایتالیا یکای پول پیشین ایتالیا تا سال ۲۰۰۲ میلادی بود که پس از آن با یکای پول اتحادیه اروپا (یورو) جایگزین شد.

## نگارخانه

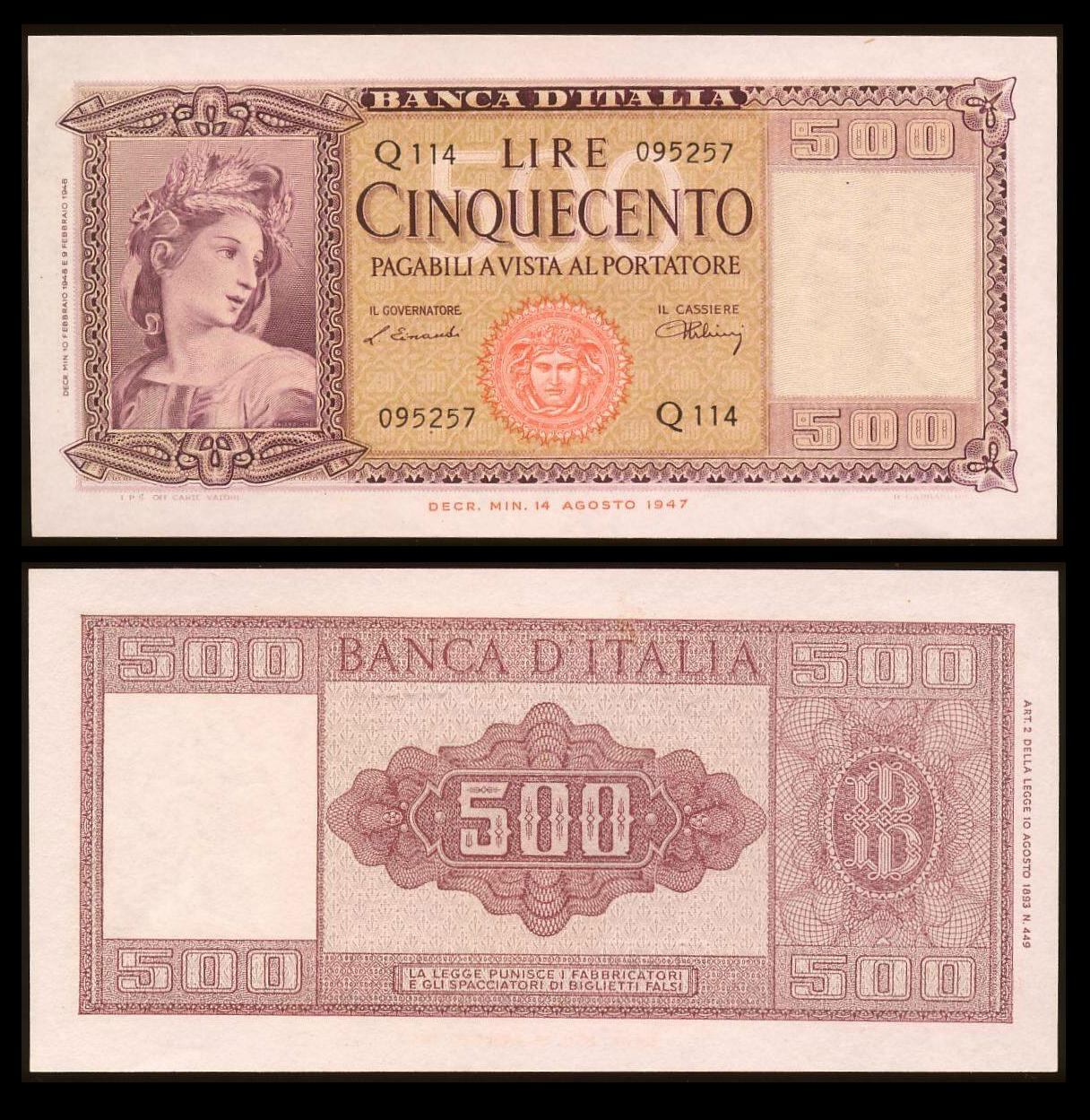
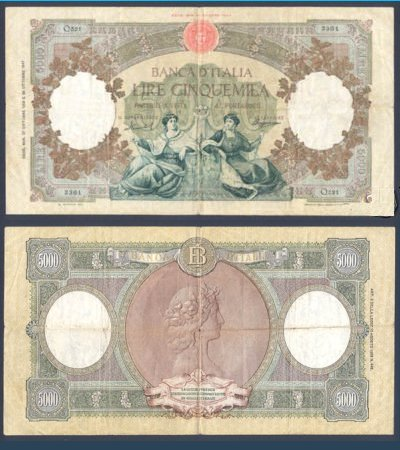
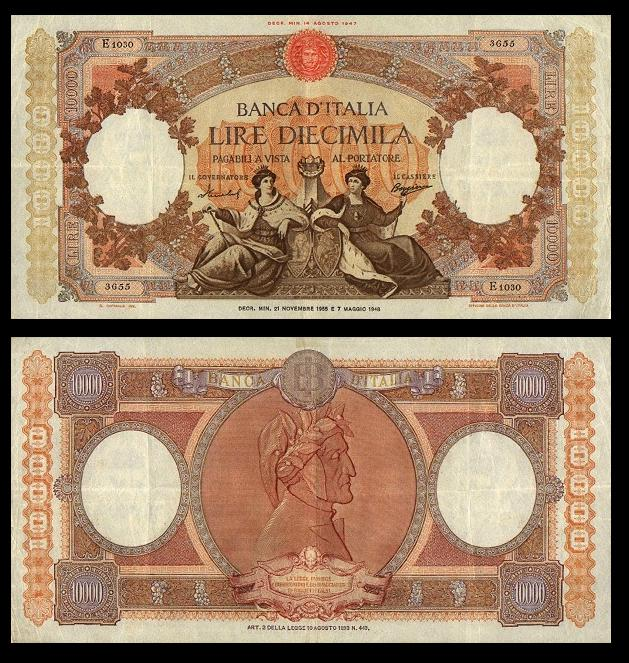